# Canoagem nos Jogos Olímpicos de Verão de 2008 - C-1 1000 m masculino
A competição masculina do C-1 1000m da canoagem nos Jogos Olímpicos de Verão de 2008 foi realizada entre os dias 18 e 22 de agosto de 2008 no Parque Olímpico Shunyi.

## Medalhistas
| Ouro   | HUN Attila Vajda |
| Prata  | ESP David Cal    |
| Bronze | CAN Thomas Hall  |

## Resultados

### Eliminatórias
Regras de classificação: 1º → Final, 2º ao 7º → Semifinais,  os restantes estão eliminados.

#### Eliminatória 1
| Pos. | Atleta                   | País          | Tempo    |    |
| ---- | ------------------------ | ------------- | -------- | -- |
| 1    | Attila Vajda             | HUN Hungria   | 3:55.319 | QF |
| 2    | Florin Georgian Mironcic | ROU Romênia   | 3:57.538 | QS |
| 3    | Marcin Grzybowski        | POL Polônia   | 4:02.010 | QS |
| 4    | Miķelis Ežmalis          | LAT Letônia   | 4:13.777 | QS |
| 5    | Torsten Lachmann         | AUS Austrália | 4:15.188 | QS |
| 6    | Everardo Cristóbal       | MEX México    | 4:15.280 | QS |
| 7    | Fortunato Luis Pacavira  | ANG Angola    | 4:39.538 | QS |
| 8    | Sean Pangelinan          | GUM Guam      | 4:49.284 |    |

#### Eliminatória 2
| Pos. | Atleta               | País             | Tempo    |    |
| ---- | -------------------- | ---------------- | -------- | -- |
| 1    | Vadim Menkov         | UZB Uzbequistão  | 3:56.793 | QF |
| 2    | Mathieu Goubel       | FRA França       | 3:56.972 | QS |
| 3    | Marián Ostrčil       | SVK Eslováquia   | 4:00.191 | QS |
| 4    | Aliaksandr Zhukovski | BLR Bielorrússia | 4:01.380 | QS |
| 5    | Viktor Melantiev     | RUS Rússia       | 4:03.316 | QS |
| 6    | Nivalter Santos      | BRA Brasil       | 4:17.407 | QS |
| 7    | Mikhail Yemelyanov   | KAZ Cazaquistão  | 4:19.259 | QS |

#### Eliminatória 3
| Pos. | Atleta               | País              | Tempo    |    |
| ---- | -------------------- | ----------------- | -------- | -- |
| 1    | David Cal            | ESP Espanha       | 3:58.756 | QF |
| 2    | Andreas Dittmer      | GER Alemanha      | 4:00.505 | QS |
| 3    | Aldo Pruna Díaz      | CUB Cuba          | 4:02.351 | QS |
| 4    | Thomas Hall          | CAN Canadá        | 4:05.198 | QS |
| 5    | Andreas Kiligkaridis | GRE Grécia        | 4:18.488 | QS |
| 6    | Yuriy Cheban         | UKR Ucrânia       | 4:23.188 | QS |
| 7    | Calvin Mokoto        | RSA África do Sul | 4:33.887 | QS |

### Semifinals
Regras de classificação: 1º ao 3º → Final, os restantes estão eliminados

#### Semifinal 1
| Pos. | Atleta                   | País            | Tempo    |    |
| ---- | ------------------------ | --------------- | -------- | -- |
| 1    | Thomas Hall              | CAN Canadá      | 3:58.820 | QF |
| 2    | Florin Georgian Mironcic | ROU Romênia     | 3:59.664 | QF |
| 3    | Aldo Pruna Díaz          | CUB Cuba        | 4:01.745 | QF |
| 4    | Viktor Melantiev         | RUS Rússia      | 4:02.854 |    |
| 5    | Marián Ostrčil           | SVK Eslováquia  | 4:03.696 |    |
| 6    | Everardo Cristóbal       | MEX México      | 4:04.267 |    |
| 7    | Yuriy Cheban             | UKR Ucrânia     | 4:06.095 |    |
| 8    | Mikhail Yemelyanov       | KAZ Cazaquistão | 4:16.813 |    |
| 9    | Miķelis Ežmalis          | LAT Letônia     | 4:16.820 |    |

#### Semifinal 2
| Pos. | Atleta                  | País              | Tempo    |    |
| ---- | ----------------------- | ----------------- | -------- | -- |
| 1    | Mathieu Goubel          | FRA França        | 3:57.607 | QF |
| 2    | Andreas Dittmer         | GER Alemanha      | 3:58.595 | QF |
| 3    | Aliaksandr Zhukovski    | BLR Bielorrússia  | 3:58.851 | QF |
| 4    | Marcin Grzybowski       | POL Polônia       | 4:00.226 |    |
| 5    | Andreas Kiligkaridis    | GRE Grécia        | 4:04.627 |    |
| 6    | Torsten Lachmann        | AUS Austrália     | 4:09.792 |    |
| 7    | Nivalter Santos         | BRA Brasil        | 4:12.556 |    |
| 8    | Calvin Mokoto           | RSA África do Sul | 4:26.650 |    |
| 9    | Fortunato Luis Pacavira | ANG Angola        | 4:40.697 |    |

### Final
| Pos. | Atleta                   | País             | Tempo    |
| ---- | ------------------------ | ---------------- | -------- |
|      | Attila Vajda             | HUN Hungria      | 3:50.467 |
|      | David Cal                | ESP Espanha      | 3:52.751 |
|      | Thomas Hall              | CAN Canadá       | 3:53.653 |
| 4    | Vadim Menkov             | UZB Uzbequistão  | 3:54.237 |
| 5    | Aliaksandr Zhukovski     | BLR Bielorrússia | 3:55.645 |
| 6    | Florin Georgian Mironcic | ROU Romênia      | 3:57.876 |
| 7    | Mathieu Goubel           | FRA França       | 3:57.889 |
| 8    | Andreas Dittmer          | GER Alemanha     | 3:57.894 |
| 9    | Aldo Pruna Díaz          | CUB Cuba         | 3:59.087 |